# ビクトリア・ベイトマン
ビクトリア・N・ベイトマン（Victoria N. Bateman, 1979年 - ）は、イギリスのフェミニスト経済学者。マクロ経済学とイギリスの経済誌を専門としている。ケンブリッジのゴンヴィル・アンド・キーズ・カレッジにおける経済学フェロー。
ケンブリッジ大学で経済学を専攻した後、オックスフォード大学で修士号と博士号を取得した。

## ブレグジットに対する裸の抗議
彼女はイギリスの欧州連合離脱に対する裸の抗議活動で知られている。また、経済学者として性風俗産業の経済的価値を認め、売春を行うことで所得を得る女性の権利を支持している。また、彼女はアンソニー・コノリーが描く実物大の肖像画のためにもヌードになった。
2019年1月14日、ベイトマンはケンブリッジで裸でブレグジットに関する1時間の演説を行い、聴衆に対して彼女の体に請願を記入することを求めた。